# In meinem kleinen Land
In meinem kleinen Land ist ein Buch des deutschen Autors Jan Weiler aus dem Jahre 2006.

## Inhalt
Das Buch ist eine Reisereportage, die Weiler von September 2005 bis Mai 2006 auf einer Lesereise schrieb, die ihn durch ganz Deutschland in 100 Städte von Amberg bis nach Wyk führte. Weiler schildert in kurzen Kapiteln seine Eindrücke von den Landschaften, den Menschen und den Orten sowie den jeweiligen ihm begegnenden Zeitgeisterscheinungen oder typischen Lesereisephänomenen.
So erfährt man unter anderem von der Irritation des vorlesenden Autors über die disziplinierte Ruhe seiner Zuhörerschaft in einer norddeutschen Gemeinde, die ihn zunächst glauben ließ, dass man seinen Humor nicht teile, und der ambivalenten Goutierung durch seinen leibhaftigen Schwiegervater, dem er in der Gestalt des Antonio Marcipane in Maria, ihm schmeckt’s nicht! ein literarisches Denkmal gesetzt hatte.

## Hintergrund
Das Coverfoto wurde von Albrecht Fuchs in der Kölner Bar „Dos Equis“ aufgenommen.
Die meisten Texte erschienen zunächst als Blog im Online-Angebot der Zeit. Das Buch erreichte direkt nach Veröffentlichung Platz acht der Bestsellerliste.

## Ausgaben
- Jan Weiler: In meinem kleinen Land. rororo, Reinbek bei Hamburg 2006, ISBN 978-3-499-62199-4.
- Jan Weiler: In meinem kleinen Land. Großdruck, rororo, Reinbek bei Hamburg 2010, ISBN 978-3-499-33281-4.

## Hörbuch
- In meinem kleinen Land. Lesung durch Jan Weiler. Der Hörverlag, Vollständige Lesung, 3 CDs, 2006, ISBN 978-3899409550[3]

## Rezension
- „Seine Eindrücke hält Weiler meist liebevoll ironisch fest, oft ungläubig staunend, dann wieder gnadenlos enthüllend. Zuweilen sind seine Aufenthalte so kurz, seine Wahrnehmungen so knapp, dass er sie mit Kommentaren zum aktuellen Tagesgeschehen aufpolstert. So gerät sein Tagebuch auch zu einem Sittenbild Deutschlands in der Merkel-Ära, zur Dokumentation der wechselnden Befindlichkeiten in diesem ‚kleinen Land‘. Die Erkenntnis, dass Reisen bildet, reißt Weiler zur Empfehlung hin, alle Jugendlichen sollten während ihrer Schulzeit vier Monate auf Kennenlernreise durch die eigene Heimat verschickt werden. ‚Am Ende könnte jeder sagen, dass er sein Land mal vom Wattenmeer bis zu den Alpen gesehen hat. Und jeder könnte sich für oder gegen Deutschland entscheiden, weil er es kennt.‘“[4]
- „Hier ist der Titel Programm und wie seinem Kollegen Axel Hacke gelingt es Jan Weiler, dem Alltäglichen manch unfreiwillig komische Note abzugewinnen und diese in höchst elegante wie intelligente und unterhaltsam-ironische Sätze zu kleiden: Als da wären der Kindergeburtstag seines Sohnes Nick, Abhandlung zu hochbegabten Sprösslingen oder über das Phänomen der modernen Namensgebung, den „Kevinismus“ vulgo „Chantalismus“ sowie satirische Anmerkungen zu mehr Glamour in der deutschen Politik – nach dem Vorbild des französischen Staatspräsidenten Sarkozy“.[5]